# Juan Sánchez Villa-Lobos Ramírez
Juan Sánchez Villa-Lobos Ramírez, eredeti nevén Tak-Ne a Hegylakó című film egyik szereplője, ahol Sean Connery alakítja.

## Élete
Tak-Ne az ókori Egyiptomban született Kr. e. 896-ban. Negyvenöt évvel később egy szekér halálra gázolta, ám ő nem halt meg. Sőt az élete még csak ekkor kezdődött el. Mestere a trójai háborúban halhatatlanná vált Graham Ash lesz. Ash a világ egyik legjobb kardforgatójává neveli az ifjú egyiptomit és bejárja vele az ókori világot. Miután elválnak útjaik, Tak-Ne keletnek indul. Babilonban találkozik egy kegyetlen mongol halhatatlannal, Kurgannel, aki halálos ellensége lesz. Ezután meg sem áll Japánig. Ott összeismerkedik egy kardkováccsal Maszamunéval és Kr. e. 593-ban elveszi annak lányát Sakiko hercegnőt. Apósától egy mindennél erősebb kardot, egy katanát kap.(Garry Douglas könyvében viszont, wakizashit)
A férfi bejárja a világot és végül a XVI. századi Spanyolországban köt ki, ahol V. Károly császár fegyvermestere lesz és felveszi a hangzatos Juan Sánchez Villa-Lobos Ramírez nevet.
Hamarosan azonban elhagyja Ibériát és 1541-ben Dél-Skóciában találkozik Connor MacLeoddal. Kitanítja az ifjú skótot, ám alig másfél év múlva megjelenig Ramírez nagy ellenfele, Kurgan és párbajban legyőzi az egyiptomi származású spanyolt. Ramírez 2438 év után térhet örök nyugalomra. Halálát tanítványa, Connor közel négy és fél évszázaddal később, 1985-ben bosszulja meg.

## Fordítás
- Ez a szócikk részben vagy egészben  a   Juan Sánchez Villa-Lobos Ramírez című angol Wikipédia-szócikk fordításán alapul.  Az eredeti cikk szerkesztőit annak laptörténete sorolja fel. Ez a jelzés csupán a megfogalmazás eredetét és a szerzői jogokat jelzi, nem szolgál a cikkben szereplő információk forrásmegjelöléseként.